# Leon Idzikowski

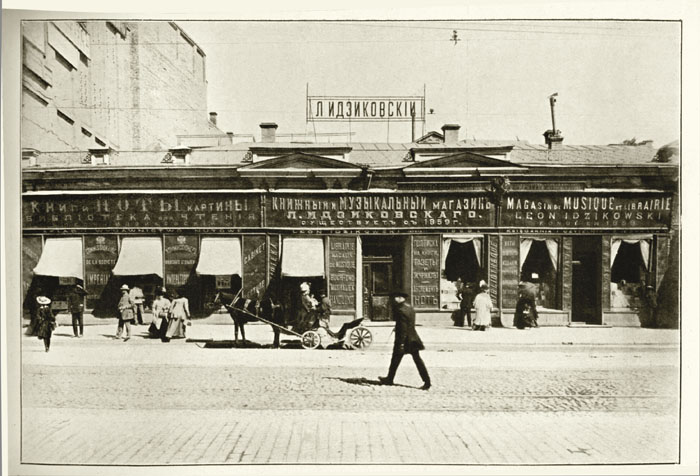
Szyld drukarni Leona Idzikowskiego z ok. 1900 roku

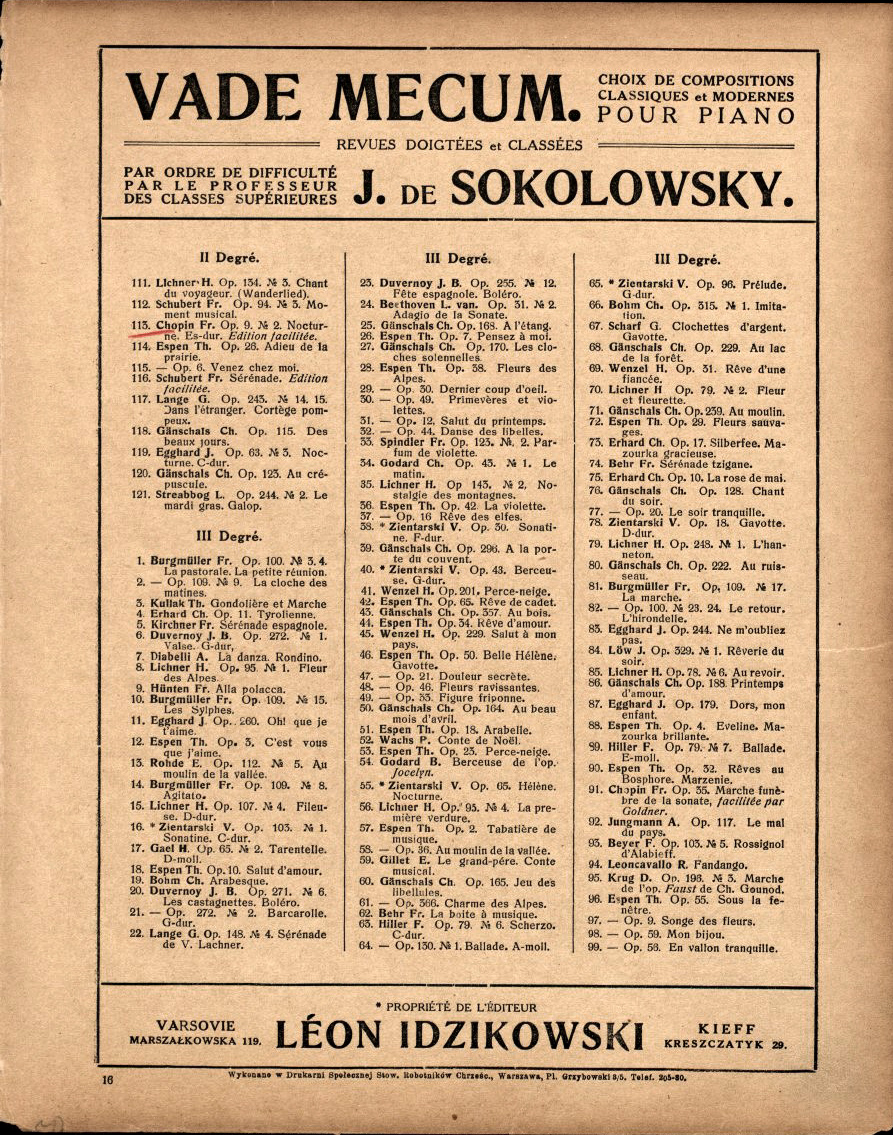
Nokturny Chopina

Leon Idzikowski (ur. 1827 w Krakowie, zm. 18 maja 1865 w Kijowie) – polski księgarz, wydawca i przedsiębiorca. Założyciel największej i najsławniejszej księgarni i firmy wydawniczej w Kijowie i na całej Rusi - Leon Idzikowski mieszczącej się na głównej alei miasta Chreszczatyku.

## Życiorys
Urodził się w rodzinie Wincentego Idzikowskiego i Katarzyny z domu Pełczyńskiej. Był praktykantem w księgarni J. Czecha w Krakowie a następnie kierownikiem księgarni Krystiana Teofila Glücksberga (1796-1876) w Kijowie. 
28 grudnia 1858 roku na głównej alei Kijowa Chreszczatyku, w kamienicy pod nr 29 założył własną księgarnię naukową pod nazwą Leon Idzikowski (kamienica ta mieściła się niedaleko dzisiejszej stacji „Kreszczatik”). Firma Idzikowskiego w szybkim tempie rozrosła się i stała się największym wydawnictwem i księgarnią w Kijowie. Co roku firma wydawała ok. 100 pozycji nakładem własnym m.in. polskich pisarzy: Kraszewskiego, Konopnickiej, Orzeszkowej, Sienkiewicza, Mickiewicza, Słowackiego, Lenartowicza, Pługa, Syrokomli, Rydla, Wyspiańskiego, Zapolskiej, Przybyszewskiego i innych. Organizowała także spotkania literatów. Firma zatrudniała średnio 150 pracowników.
Po śmierci Leona Firmę objęła jego żona Hersylia z Buharewiczów (1832-1917) i prowadziła ją przez 32 lata do roku 1897. W tym okresie firma Leon Idzikowski stała się największą oficyną wydawniczą na Rusi, utrzymując kontakty z innymi księgarniami polskimi, oraz księgarniami z Francji, Niemiec, Austrii, Włoch i Ameryki. Hersylia założyła dodatkowo przy księgarni bibliotekę z czytelnią, która do jednoczesnej obsługi klientów zatrudniała 10 pracowników oraz utworzyła w księgarni obszerny dział nut. Następnie do roku 1920 firmą kierował syn Władysław (1864-1944). Założył on biuro koncertowe i salon artystyczny z galerią obrazów, oraz dalej rozszerzał działalność firmy, chociażby powiększając zakład o kupno kolejnych lokali na alei Kreszczatik - pod numerem 33/35 i nr 27. Księgarnia mieściła się w 50 pokojach i składała się z kilku działów: pocztówek i  reprodukcji, polskich książek, rosyjskich książek, zagranicznych książek (niemieckich, francuskich, angielskich, włoskich), książek dla dzieci i działu nut. W latach 1865–1920 firma wydała około 7 000 tytułów. Także czytelnia wraz z wypożyczalnią były największymi tego typu ośrodkami w Kijowie posiadającymi 173 000 tomów. Czytelnia mieściła się w sali ze szklanym dachem i górnymi galeriami, oraz pokojami bocznymi, a mogła jednocześnie pomieścić do 500 osób. Idzikowscy posiadali także magazyny i mniejsze księgarnie w innych miastach: Wilnie, Lwowie, Krakowie, Władywostoku, Woroneżu, Jekaterynosławie, Moskwie, Odessie, Rostowie nad Donem, Petersburgu i Charkowie. 
Bolszewicy po wkroczeniu do Kijowa w 1918 roku częściowo ograbili i podpalili księgarnię. To co pozostało znacjonalizowali w 1919 roku. Obecnie zachowane zbiory zostały rozproszone na terenie Ukrainy. Firma od 1911 roku posiadała filię w Warszawie przy ulicy Marszałkowskiej 119. Tutaj przeniósł się Władysław wraz z synami Wacławem i Mieczysławem po opuszczeniu Kijowa w 1920 roku. Następnie zmienili lokalizację na Aleje Jerozolimskie 18, gdzie firma istniała aż do powstania warszawskiego w 1944 roku, podczas którego cały materialny majątek gromadzony przez pokolenia i który udało się ocalić z pogromu bolszewickiego został przez Niemców spalony i zniszczony wraz z resztą Warszawy. 
Od 1896 roku (od przejęcia wydawnictwa B. Korejwy) firma Idzikowskich posiadała wszelkie prawa autorskie na wydawanie nut ukraińskich kompozytorów wraz z rękopisami. Prawa te opiewały na około 660 tytułów w tym na 350 utworów Mykoły Łysenki. W 1937 roku prawa autorskie wykupił od Władysława Idzikowskiego metropolita greckokatolicki Andrzej Szeptycki.
Leon Idzikowski zmarł w Kijowie i został pochowany na miejscowym Cmentarzu Bajkowskim w polskiej kwaterze. Napis na pomniku głosi: Leon Idzikowski, Rodem z Krakowa. Żył lat 38, zmarł w 1865 r. Bracie, westchnij do Boga.